# Germán Sánchez
Germán Sánchez (n. 24 iunie 1992, Guadalajara, Jalisco, Mexic) este un săritor în apă ce a reprezentat Mexic, medaliat olimpic. A participat la 3 ediții ale Jocurilor Olimpice (2008, 2012, 2016) în care a câștigat o medalie de argint.